# Heteropoda altmannae
Heteropoda altmannae là một loài nhện trong họ Sparassidae.
Loài này thuộc chi Heteropoda. Heteropoda altmannae được Peter Jäger miêu tả năm 2008.